# 芭隆旁
芭隆旁，是台灣卑南族知本部落鹿發鳥氏族（Rovaniao，知本部落中第三大氏族）傳說中的一位女性頭目，在和丈夫騙走了鹿發鳥氏族的領導權後，又因故率領氏族的人遷入知本部落。

## 身世
芭隆旁來自知本部落，是在部落位於都比（Tobi，位於知本部落前身卡砦卡蘭部落和現在的位置之間的山坡地）的時期，當時知本部落原本的人口分布並非密集聚居，而是散居在一個地帶的各處，如曾經是卡砦卡蘭部落共比集中地的大力嘎力嘎彥（Taringaringayan，位於卡砦卡蘭部落南方約500公尺處），而她本身是出生在都比北部的羅麻克（Romaq），有Ohajan和Voralit兩姊妹，並且和來自南王部落巴沙拉阿特（Pasara'at）氏族的男性索麻料（Somaliao）結婚。

## 傳說

### 奪位
當鹿發鳥氏族的前身Piaover氏族從原居地在遷到太麻里鄉南方的龍鑾社（Longduan，排灣族）地區附近沒多久，意圖搶奪他們統治權的芭隆旁和丈夫索麻料便趁著他們因為傳染病而元氣大傷時拜訪部落、誣賴氏族領袖賴赫賴赫對自己不敬並要求賠償，藉此逼迫當時已經沒什麼財產的賴赫賴赫答應讓他們入自己的籍並交出氏族統治權。

### 後代與衝突
芭隆旁和索麻料成為領袖之後，很快便生下了兒子巴侯囊（Pahonang）、女兒米麗克（Milk）和克勒勒（Kalele），其中米麗克的父親並不是索麻料，而是一個叫做拜郎（Pairang）的漢人。而當兒子巴侯囊長大後，追求太麻里部落（Tjavualji，位於台東縣太麻里鄉）的女性札澤蘭（Zazeran），但那時太麻里部落中還有一個青年達努瓦克（Tanovak）在追求她（一說兩人正在交往），在達努瓦克向札澤蘭求婚時，巴侯囊還跟著向她求婚，他這種不禮貌的行為惹怒了太麻里部落的人，雙方因此發生了一場集體鬥毆、後來甚至演變成大規模出草。

### 遷村
在和太麻里部落的衝突越演越烈之下，芭隆旁知道以當時他們氏族的人口數量根本無法抵抗，因此決定帶著族人遷回並加入自己的部落來躲避追殺。在抵達知本部落後，她隨即舉行了一個儀式、在儀式上宣布將Piaover氏族的名字改掉、建立新的氏族鹿發鳥，氏族族人們才得以躲避太麻里部落的威脅。